# Climacoptera afghanica
Climacoptera afghanica är en amarantväxtart som beskrevs av Viktor Petrovitj Botjantsev. Climacoptera afghanica ingår i släktet Climacoptera, och familjen amarantväxter. Inga underarter finns listade i Catalogue of Life.